# フィリピンとシンガポールの関係
フィリピンとシンガポールの関係（英語: Philippines–Singapore relations）とは、フィリピンとシンガポールの二国間関係のことである。フィリピンはシンガポールに、シンガポールはマニラに、それぞれ大使館を設置している。

## 関係
フィリピン・シンガポール・ビジネス協議会 (The Philippine-Singapore Business Council) は、現在、両国のビジネス・コミュニティーの協力を決定する機関である。評議会は、1994年10月13日はシンガポールで発足した。発足にあたっては、フィリピン大統領のフィデル・ラモスとシンガポール首相のゴー・チョクトンが出席した
。
経済関係以外にも、両国は旅行分野や安全保障分野での関係向上で合意している。1986年8月、フィリピン大統領のコラソン・アキノは、「初の外遊先はワシントンD.C.」というフィリピン大統領の慣習を破り、ジャカルタとシンガポールを訪問した。シンガポール首相のリー・クアンユーは、インドネシア大統領のスハルトとともに、アキノ大統領に対し、同国内の共産主義勢力との和解は避けるとともに、同国の米軍基地の権利を拡大するよう提案した
。2007年、グロリア・アロヨ大統領によるシンガポールの公式訪問において、彼女は二国間のツーリズムを向上させるため航空旅行の自由化を話し合った。アロヨ大統領はまた、テロリズムや越境犯罪に対する地位協定 (SOFA) について、シンガポール首相のリー・シェンロンと協議した
。
1995年、シンガポール首相によるフィリピンへの公式訪問計画が、殺人事件の嫌疑をかけられていたフィリピン人メイド、フロール・コンテムプラシオンの死刑執行後、"より適切な時期まで"延期された。この事件は、25年間にわたってアセアン加盟国としてやってきた両国間にあってもっとも深い溝を引き起こした。両国間の経済関係もまた、緊迫した。シンガポール人によるフィリピンでの投資は、1994年の650億米ドルから1995年には37億米ドルに減少した
。
この論争にもかかわらず、二国間の全面的な外交関係は、翌年には回復した。
1998年12月、ハノイでのアセアン・サミットの際、両国は二国間貿易を向上させるためのフィリピン・シンガポール・アクションに調印した。。

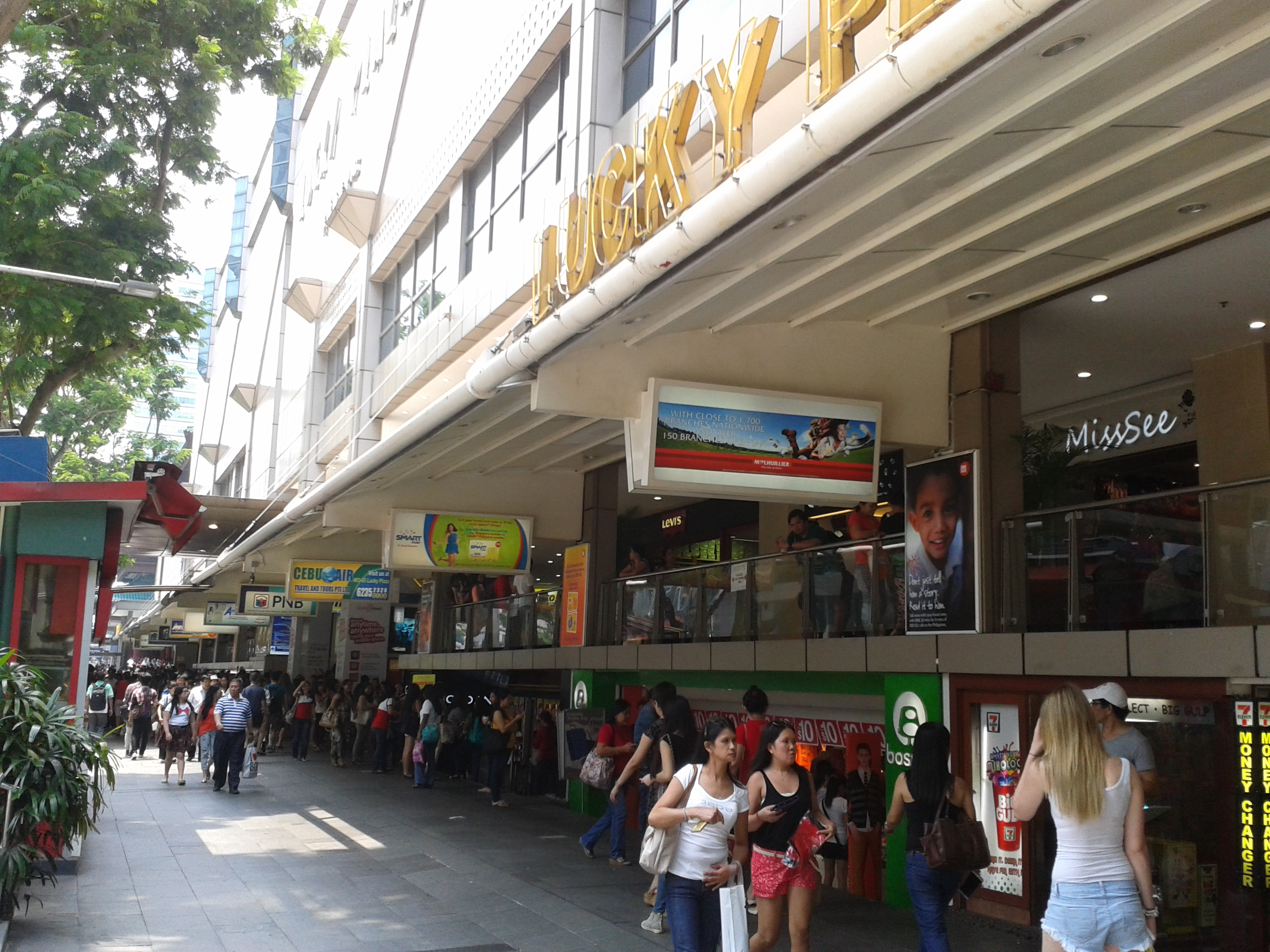
オーチャード通りにあるラッキー・プラザは、シンガポールのフィリピン人移民のための商品やサービスを提供している

2013年、シンガポールはフィリピンにとって第4位の貿易相手国となり、二国間の貿易額は82.2億米ドルであった。また、シンガポールはフィリピンにとって6番目に旅行客が多い国であり、17万5,000人以上が訪問している。シンガポールには18万人のフィリピン人コミュニティーが存在する。

## 合意
2007年、両国はメディア・ポリシーと情報交換で協力促進するための覚書に署名した。2008年、フィリピン政府はシンガポールに対して、エボラ出血熱を理由に、ルソン島の養豚所の5万トンの豚肉の輸出を自主的に止めた。この件は、フィリピンにとって初めての豚肉の輸出となるはずであった
。